# پیتزا بیگل
پیتزا بیگل نوعی نان بیگل با رویه پیتزا است.

## تاریخچه
آنتونی دی مائورو برای اولین بار در سال ۱۹۵۷، در نانوایی باگل آمستر (اکنون بسته شده) در حومه کلیولند، اوهایو اختراع کرد. سپس در سال ۱۹۷۰ این مدل پیتزا را در اداره حق نشر ایالات متحده ثبت کرد. در ابتدا این محصول حاوی ۶ کیک پیتزا منجمد در کارتن‌های تاشو با وزن خالص ۱۱ اونس (۳۱۰ گرم) بود.
در سال ۱۹۷۴ در وودلند هیلز، کالیفرنیا، منشی ۱۷ ساله فروشگاه بروس تریتمن شروع به ارائه یک مدل نان پهن با سس مارینارا و پنیر موزارلا کرد.
در اوایل سال ۲۰۱۴، نانوایی کاتز باگل در چلسی، ادعا کرد که هری کاتز نوعی از این پیتزا را در سال ۱۹۷۰ اختراع کرده است. برخلاف پیتزای سنتی، نسخه کاتز شبیه پیتزای مینیاتوری است. کاتز از خمیر نان شیرینی بدون سوراخ استفاده می‌کند که روی آن پنیر و سس گوجه فرنگی قرار می‌گیرد.